# ماهنامه دانش
ماهنامهٔ دانش ماهنامه‌ای ادبی، تاریخی، علمی بود که در سال‌های ۱۳۲۸-۱۳۲۹ به چاپ می‌رسید. این مجله در زمینهٔ معرفی متون فلسفی غرب و مفاهیم دنیای مدرن آن روز نقش شایسته‌ای داشت و کسانی نظیر محمدتقی بهار، سعید نفیسی، ادوارد ژوزف، عباس خویی، محمد زرنگار، محمد معین، رهی معیری، هوشنگ ایرانی، نصرالله سروش، محسن هشترودی و غیره در این نشریه همکاری داشتند.
در صفحهٔ «هدف مجله»‌ی چاپ‌شده در شمارهٔ اول آن ذکر گردیده که هدف «آشنایی با علوم و انتشار آثار ادبی و هنری گذشتگان و افکار دانشمندان معاصر و کمک به روشن شدن تاریخ ایران به وسیلهٔ نقل وقایع تاریخی از زبان‌های بیگانه و آشناساختن هموطنان با فرهنگ غرب و درج ترجمهٔ حال بزرگان جهان» است.

## پی‌نوشت
1. ↑  هدف مجله، ماهنامهٔ دانش، شماره ۱، فروردین ۱۳۲۸[پیوند مرده]